# 陶爾峰
64°23′S 59°9′W / 64.383°S 59.150°W
陶爾峰（英語：Tower Peak），是南極洲的山峰，位於葛拉漢地的努登舍爾德海岸，海拔高度855米，由英國探險隊繪入地圖和命名，現時由南極條約體系管理。